# Ataques en República Centroafricana de marzo de 2022
Los ataques en República Centroafricana de marzo de 2022 sucedieron cuando mercenarios rusos del Grupo Wagner, apoyados por las fuerzas armadas, lanzaron una ofensiva contra grupos armados en el noreste del país, durante la cual mataron a docenas de rebeldes y posiblemente a cientos de civiles, incluidos ciudadanos de Chad, Níger, Sudán y República Centroafricana, que trabajaban allí como mineros artesanales, pastores y conductores de camellos, mientras desplazaban a miles. Los eventos han sido descritos por múltiples fuentes, incluidas las domésticas en la República Centroafricana, así como en Sudán, según el testimonio de los sobrevivientes.

## Cronología
Del 6 al 9 de marzo, las fuerzas armadas llevaron a cabo operaciones contra rebeldes de la Coalición de Patriotas por el Cambio en Ndah, en la prefectura de Vakaga, así como en Bamingui-Bangoran, en el eje Chari, contra Antibalaka y otros grupos afiliados al CPC. El 9 de marzo, en la zona de Tiri, las fuerzas armadas se enfrentan con pastores locales después de un altercado.
El 11 de marzo de 2022, mercenarios rusos del Grupo Wagner abandonaron la ciudad de N'Délé en dirección norte. En la aldea de Gounda fueron detenidos por más de una docena de rebeldes del Frente Popular para el Renacimiento de la República Centroafricana (FPRC). Se enfrentaron durante dos horas, después de lo cual los rebeldes se vieron obligados a retirarse después de quedarse sin municiones. Cuatro rusos y seis rebeldes murieron, así como dos civiles alcanzados por balas mientras intentaban escapar. Después de la batalla, los rusos continuaron hacia el pueblo de Gordil.
Después de llegar a Gordil el 13 de marzo comenzaron a realizar registros puerta a puerta. Cuando la población civil comenzó a entrar en pánico, abrieron fuego matando al menos a 20 personas. Mientras tanto, otro grupo de rusos atacó la aldea de Tiringoulou, donde mataron a 12 personas, incluido el general del FPRC Baba Amibe, con su esposa y sus tres hijos. También mataron al jefe de la aldea local. Mientras tanto, en Sam Ouandja, un combatiente rebelde fue asesinado.
En la noche del 14 al 15 de marzo, mercenarios rusos llegaron a la aldea de Sikkikede en Vakaga, donde se enfrentaron con rebeldes del FPRC, el RPRC y el MLCJ. Al menos 20 personas murieron en ambos bandos y algunas casas y tiendas se incendiaron. Muchos civiles huyeron a Birao y Chad. Desde allí, los rusos continuaron hacia Boromata, donde se enfrentaron con los rebeldes locales antes de llegar finalmente a Birao. Mataron a tres pastores en Boromata. Cuando llegaron el 15 de marzo a Birao, los rebeldes locales del grupo armado MLCJ y RPRC se retiraron de la ciudad hacia la frontera con Sudán. El mismo día llegaron a la aldea de Ouanda Djallé. Luego, los rusos continuaron hacia la aldea de Am Dafok en la frontera con Sudán, sin embargo, se detuvieron a 30 km de la aldea después de recibir una llamada telefónica de Bangui y se dieron la vuelta para regresar a N'Délé. Antes de retirarse mataron a nueve camelleros.
El 1 de abril se informó de que 523 refugiados habían llegado a N'dele procedentes de Bamingui-Bangoran y Vakaga tras los enfrentamientos.
Los días 11 y 12 de abril, mercenarios rusos fueron de nuevo a las aldeas de Gordil y Ndah, donde mataron entre 10 y 22 personas y quemaron motocicletas. Posteriormente, la ONU inició una investigación sobre los asesinatos.

### Masacre de mineros artesanales
Entre el 14 y el 18 de marzo de 2022, mercenarios rusos atacaron a civiles en las zonas mineras de la zona, según los supervivientes que huyeron a Sudán. Cientos de personas posiblemente murieron y miles fueron desplazadas con mineros artesanales que perdieron millones de dólares estadounidenses en propiedades. Entre los muertos había ciudadanos de Sudán, Chad, Níger y la República Centroafricana. Según uno de los sobrevivientes entrevistado por el reportero de Middle East Eye, Adam Zakaria, los rusos atacaron sitios mineros alrededor de Andaha con helicópteros de ataque, tanques y vehículos 4x4 armados. Dijo que 50 personas, incluidos seis miembros de su familia, murieron y que los mercenarios rastrearon a los refugiados hasta que llegaron a Sudán. Otro sobreviviente, Zakaria Mohamed Abdallah, describió el ataque ruso contra Silonka cerca de Andaha. Dijo que vio al menos 20 cuerpos y que fue saqueado mientras huía en una motocicleta hacia el cruce fronterizo de Am Dafock. Haroun Adam dijo que los rusos apoyados por combatientes del gobierno atacaron a los mineros en diferentes lugares dentro y alrededor de Andaha, matando a docenas de personas de Chad y Sudán.
En la entrevista con Darfur24, Adam Zakaria Abkar (posiblemente la misma persona que en el párrafo anterior) dijo que los rusos atacaron a los mineros artesanales en Gordil mientras regresaban de moler piedras que se utilizarían para extraer oro. Los residentes de la aldea de Gordil enterraron los cuerpos de los asesinados en los cementerios locales. Adam Zakaria dijo que logró escapar de Wagner después de huir al monte, mientras que otras nueve personas que intentaron escapar fueron asesinadas. También dijo que trece personas de su aldea desaparecieron después de escapar. En la aldea de Bulbul Abu Jazo, en Darfur del Sur, se celebró una oración por cuatro de los residentes de la aldea que fueron asesinados en la República Centroafricana. Según otro sobreviviente entrevistado por Darfur24, Hussein Abu Nidal, el 14 de marzo cuatro sudaneses se acercaron a la base rusa y los soldados les dispararon matando a tres. Según un testigo presencial anónimo, hombres armados desconocidos atacaron la mina de Andha el día después de eso.